# Ecuador op de Olympische Zomerspelen 1988
Ecuador nam deel aan de Olympische Zomerspelen 1988 in Seoul, Zuid-Korea. Het Zuid-Amerikaanse land won geen enkele medaille.

## Deelnemers en resultaten per onderdeel

### Atletiek
| Olympiër         | Discipline             | Resultaat | Prestatie                                         |
| ---------------- | ---------------------- | --------- | ------------------------------------------------- |
| Rolando Vera     | 10000m (m)             | 15e       | serie 1: 9de in 28.17,88 finale: 15de in 28.17,64 |
| José Quiñaliza   | hink-stap-springen (m) | 24e       | kwalificatie groep A: 10de met 15,86m             |
| Fidel Solórzano  | tienkap (m)            | DNF       | niet gefinisht                                    |
|                  |                        |           |                                                   |
| Liliana Chalá    | 400m (v)               | 29e       | serie 1: 4de in 53,74 kwartfinale 3: 7de in 53,83 |
| Nancy Vallecilla | 100m horden (v)        | 28e       | serie 5: 5de in 13,97                             |
| Liliana Chalá    | 400m horden (v)        | 23e       | serie 5: 5de in 57,15                             |

### Boksen
| Olympiër          | Discipline | Resultaat | Prestatie                                                                                              |
| ----------------- | ---------- | --------- | --- |
| Laurensio Mercado | -71kg (m)  | 9e        | 1ste ronde: W van GHA Quaye: knock-out 2de ronde: W van CGO Banko: 5-0 3de ronde: V van SWE Kitel: 2-3 |

### Gewichtheffen
| Olympiër    | Discipline  | Resultaat | Prestatie                                                        |
| ----------- | ----------- | --------- | ---------------------------------------------------------------- |
| Edwin Mata  | -56kg (m)   | 13e       | trekken: 20ste met 92,5kg stoten: 19de met 125kg totaal: 217,5kg |
| José García | -60kg (m)   | DNF       | trekken: 12de met 105kg stoten: geen geldige poging              |
| Jhon Sichel | -82,5kg (m) | 15e       | trekken: 17de met 125kg stoten: 15de met 157,5kg totaal: 282,5kg |

### Schietsport
| Olympiër      | Discipline           | Resultaat | Prestatie                          |
| ------------- | -------------------- | --------- | ---------------------------------- |
| Hugo Romero   | 10m luchtgeweer (m)  | 45e       | kwalificatie: 45ste met 572 punten |
|               |                      |           |                                    |
| Inés Margraff | 10m luchtpistool (v) | 37e       | kwalificatie: 37ste met 351 punten |

### Schoonspringen
| Olympiër       | Discipline | Resultaat | Prestatie                          |
| -------------- | ---------- | --------- | ---------------------------------- |
| Abraham Suárez | sprint (m) | 30e       | voorronde: 30ste met 446,92 punten |

### Wielersport
| Olympiër          | Discipline  | Resultaat | Prestatie                                                      |
| Baan              | Baan        | Baan      | Baan                                                           |
| ----------------- | ----------- | --------- | -------------------------------------------------------------- |
| Nelson Mario Pons | sprint (m)  | 13e       | kwalificatie: 18de in 11,339 1ste ronde: 2de herkansingen: 2de |
| Nelson Mario Pons | tijdrit (m) | 19e       | 1.08,351                                                       |

Afghanistan · Algerije · Amerikaanse Maagdeneilanden · Amerikaans-Samoa · Andorra · Angola · Antigua en Barbuda · Argentinië · Aruba · Australië · Bahama’s · Bahrein · Bangladesh · Barbados · België · Belize · Benin · Bermuda · Bhutan · Birma · Bolivia · Bondsrepubliek Duitsland · Botswana · Brazilië · Britse Maagdeneilanden · Brunei · Bulgarije · Burkina Faso · Canada · Centraal-Afrikaanse Republiek · Chili · China · Chinees Taipei · Colombia · Congo-Brazzaville · Cookeilanden · Costa Rica · Cyprus · Denemarken · Djibouti · Dominicaanse Republiek · Duitse Democratische Republiek · Ecuador · Egypte · El Salvador · Equatoriaal-Guinea · Fiji · Filipijnen · Finland · Frankrijk · Gabon · Gambia · Ghana · Grenada · Griekenland · Groot-Brittannië · Guam · Guatemala · Guinee · Guyana · Haïti · Honduras · Hongarije · Hongkong · Ierland · IJsland · India · Indonesië · Irak · Iran · Israël · Italië · Ivoorkust · Jamaica · Japan · Joegoslavië · Jordanië · Kaaimaneilanden · Kameroen · Kenia · Koeweit · Laos · Lesotho · Libanon · Liberia · Libië · Liechtenstein · Luxemburg · Malawi · Malediven · Maleisië · Mali · Malta · Marokko · Mauritanië · Mauritius · Mexico · Monaco · Mongolië · Mozambique · Nederland · Nederlandse Antillen · Nepal · Nieuw-Zeeland · Niger · Nigeria · Noord-Jemen · Noorwegen · Oeganda · Oman · Oostenrijk · Pakistan · Panama · Papoea-Nieuw-Guinea · Paraguay · Peru · Polen · Portugal · Puerto Rico · Qatar · Roemenië · Rwanda · Saint Vincent en de Grenadines · Salomonseilanden · Samoa · San Marino · Saoedi-Arabië · Senegal · Sierra Leone · Singapore · Soedan · Somalië · Sovjet-Unie · Spanje · Sri Lanka · Suriname · Swaziland · Syrië · Tanzania · Thailand · Togo · Tonga · Trinidad en Tobago · Tsjaad · Tsjecho-Slowakije · Tunesië · Turkije · Uruguay · Vanuatu · Venezuela · Verenigde Arabische Emiraten · Verenigde Staten · Vietnam · Zaïre · Zambia · Zimbabwe · Zuid-Jemen · Zuid-Korea · Zweden · Zwitserland